# Laubach (Wetter)
Der Laubach ist ein 4 km langer rechter bzw. nördlicher Zufluss der Wetter.

## Geographie

### Verlauf
Der Laubach entspringt im in einem Waldgebiet östlich vom Hahnkopf (noch im Gebiet der Gemarkung Grünberg-Seenbrücke). Er fließt zunächst in westlicher Richtung. In einen kleinen Bogen umfließt er nördlich den Hahnkopf und durchfließt danach einen kleinen Weiher. Er wechselt nun seinen Lauf in eine mehr südliche Richtung. Sein Weg führt vorbei am Heinrichsgrund. Auf seiner rechten Seite befinden sich Felder und auf der linken Wiesen. Er erreicht Laubach, welches er in südlicher Richtung durchfließt. Auf der Höhe von Schloss Laubach wechselt er seine Richtung nach Westen, um schließlich östlich der Dexionstrasse in die Wetter zumünden.

### Flusssystem Wetter
- Fließgewässer im Flusssystem Wetter